# 34. Tarnowska Nagroda Filmowa
34. Tarnowska Nagroda Filmowa – odbyła się w dniach 5–12 września 2020 roku.
Pierwotnie festiwal miał odbyć się w dniach 23-30 maja 2020 roku, ale został przesunięty z powodu ograniczeń związanych z pandemią COVID-19.

## Filmy konkursowe

### Konkurs główny
- Boże ciało – reż. Jan Komasa
- Ikar. Legenda Mietka Kosza – reż. Maciej Pieprzyca
- Mowa ptaków – reż. Xawery Żuławski, Piotr Kielar
- (Nie)znajomi – reż. Tadeusz Śliwa
- Obywatel Jones – reż. Agnieszka Holland
- Pan T. – reż. Marcin Krzyształowicz
- Proceder – reż. Michał Węgrzyn
- Sala samobójców. Hejter – reż. Jan Komasa
- Supernova – reż. Bartosz Kruhlik
- Ukryta gra – reż. Łukasz Kośmicki
- Wszystko dla mojej matki – reż. Małgorzata Imielska
- Zieja – reż. Robert Gliński
- Żużel – reż. Dorota Kędzierzawska

### Konkurs „Kino Młodego Widza”
- Bobaski i miś, odc. Instrumenty – reż. Marek Skrobecki
- Kicia Kocia, odc. Kicia Kocia poznaje strażaka – reż. Marta Stróżycka
- Latający Miś i Strażnicy Legend, odc.:
  - Gigant strachu – reż. Waldemar Mordarski
  - Olbrzym z gór – reż. Waldemar Mordarski
- Przytul mnie, odc.:
  - Drapanie – reż. Piotr Różycki
  - Duży i mały – reż. Tomasz Miazga
  - Niewidzialny przyjaciel – reż. Anna Błaszczyk
- Rodzina Treflików, odc. Majster Klepka – reż. Marek Skrobecki
- Wiking Tappi, odc.:
  - Leśna pułapka – reż. Marcin Graj
  - Talenty Tappiego – reż. Tessa Mount-Milewska
- Żubr Pompik, odc.:
  - Dzięcioł – reż. Maciej Kur
  - Echo – reż. Szymon Adamski

## Skład jury
- Kinga Dębska – reżyserka, przewodnicząca jury
- Jacek Cegiełka – krytyk filmowy, p.o. redaktora naczelnego miesięcznika Kino
- Milenia Fiedler – montażystka
- Michał Komar – scenarzysta, pisarz, krytyk filmowy i literacki
- Mikołaj Trzaska – kompozytor

## Laureaci

### Konkurs główny
- Nagroda Grand Prix – Statuetka Maszkarona:
  - Supernova – reż. Bartosz Kruhlik

- Nagroda Jury Młodzieżowego – Statuetka Kamerzysty:
  - Wszystko dla mojej matki – reż. Małgorzata Imielska

- Nagroda publiczności – Statuetka Publika:
  - Boże ciało – reż. Jan Komasa

- Nagrody specjalne jury:
  - Piotr Witkowski – za wytrwałość w dążeniu do przekazania pełnej prawdy o postaci rapera Tomasza Chady w filmie Proceder
  - Allan Starski – za światowy rozmach oraz oryginalność w wykreowaniu spójnego autentycznego świata scenografią do filmu Ukryta gra
  - Leszek Możdżer – za erudycję oraz twórczą, pełną wirtuozerii rekonstrukcję muzyki Mieczysława Kosza w filmie Ikar. Legenda Mietka Kosza

- Nagroda za całokształt twórczości – Statuetka „Dostojny”:
  - Juliusz Machulski

### Konkurs „Kino Młodego Widza”
- Nagroda Jury Dziecięcego – Statuetka Maszka:
  - Kicia Kocia, odc. Kicia Kocia poznaje strażaka – reż. Marta Strużycka